# Кумколь (Акмолинская область)
Кумколь (каз. Құмкөл) — село в Коргалжынском районе Акмолинской области Казахстана. Входит в состав Майшукырского сельского округа. Код КАТО — 116039300.

## География
Село расположено в северной части района возле одноимённого озера, на расстоянии примерно 21 километров (по прямой) к северу от административного центра района — села Коргалжын, в 7 километрах к северо-востоку от административного центра сельского округа — села Майшукур.
Абсолютная высота — 334 метров над уровнем моря.
Климат холодно-умеренный, с хорошей влажностью. Среднегодовая температура воздуха положительная и составляет около 4,5°С. Среднемесячная температура воздуха в июле достигает +21,1°С. Среднемесячная температура января составляет около -14,3°С. Среднегодовое количество осадков составляет около 370 мм. Основная часть осадков выпадает в период с июня по июль.
Ближайшие населённые пункты: село Жантеке — на востоке, село Майшукур — на юго-западе.

### Улицы[3]
- ул. Болашак,
- ул. Тущыколь.

Всего — 2 улиц.

## Население
В 1989 году население села составляло 341 человек (из них казахи — 100%).
В 1999 году население села составляло 127 человек (73 мужчины и 54 женщины). По данным переписи 2009 года, в селе проживали 64 человека (37 мужчин и 27 женщин).
| Численность населения | Численность населения | Численность населения |
| 1989                  | 1999                  | 2009                  |
| --------------------- | --------------------- | --------------------- |
| 341                   | ↘127                  | ↘64                   |

## Уроженцы
1. Кумисбеков, Кенжебек